# Senado dos Estados Unidos
O Senado dos Estados Unidos é uma das duas câmaras do Congresso dos Estados Unidos, a outra sendo a Câmara dos Representantes. No Senado, cada estado norte-americano é igualmente representado por dois membros, independentemente de sua população. Como resultado, o número total de senadores no Senado norte-americano é cem.
O mandato dos senadores é de seis anos. Eleições ocorrem, porém, a cada dois anos, para a escolha de aproximadamente um terço das posições no Senado norte-americano. O vice-presidente dos Estados Unidos é o oficial que preside as sessões legislativas do Senado norte-americano, mas não é um senador, e como tal, não vota, embora possua o voto de Minerva em casos de votações empatadas. O Senado é visto como um corpo político mais deliberativo do que a Câmara dos Representantes; o Senado é menor e o termo de ofícios de seus membros é maior, fazendo com que a atmosfera no Senado norte-americano seja mais formal e mais isolada da opinião pública americana do que na Câmara dos Representantes. Além disso, o Senado possui diversos poderes exclusivos dados pela Constituição dos Estados Unidos, não dados à Câmara dos Representantes. Um dos poderes mais significantes é o fato de que o Presidente dos Estados Unidos só pode ratificar tratados e realizar encontros políticos "com o conselho e o consentimento do Senado", segundo o Artigo I da Constituição americana.
Um Congresso bicameral foi criado como resultado do Compromisso de Connecticut, um acordo realizado em 21 de fevereiro de 1787, em uma Convenção Constitucional, sob a qual os estados norte-americanos seriam representados na Câmara dos Representantes de acordo com suas respectivas populações, mas seriam igualmente representados no Senado. A Constituição americana diz que a aprovação de ambas as câmaras do Congresso norte-americano é necessária para a aprovação de legislação. Os poderes exclusivos do Senado, dados pela Constituição americana, são vistos como mais importantes do que os poderes dados pela Constituição à Câmara dos Representantes. Como resultado, as responsabilidades do Senado, considerada a Câmara Superior, são mais extensivas do que as responsabilidades da Câmara dos Representantes, a Câmara Inferior.
A origem do nome "Senado" vem do Senado romano. A câmara do Senado norte-americano está localizada na Asa Norte do Capitólio dos Estados Unidos, em Washington, a capital nacional. A câmara da Câmara dos Representantes, por sua vez, está localizada na Asa Sul da mesma estrutura.

## História

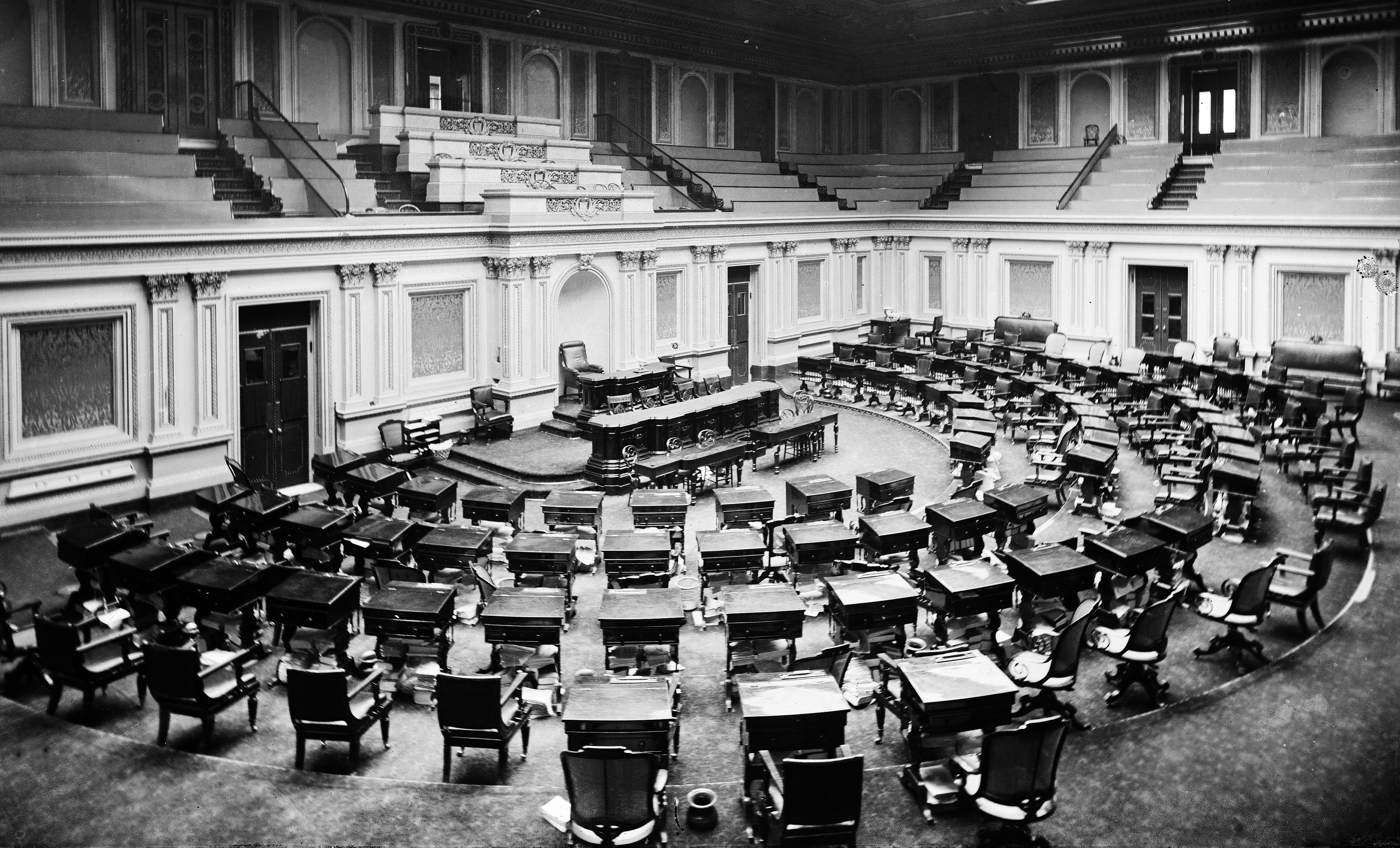
O plenário do Senado c. 1873.

Segundo os Artigos da Confederação, o Congresso norte-americano era um corpo unicameral onde cada Estado possuía um voto. Porém, a ineficiência destes Artigos no governo federal fez com que o Congresso realizasse uma convenção constitucional em 1787. Todos os estados norte-americanos com exceção de Rhode Island concordaram em enviar oficiais-representantes à esta convenção. Muitos delegados pediram por uma segunda câmara, que seria baseada na Câmara dos Lordes, a câmara aristocrática do Parlamento do Reino Unido. Por exemplo, John Dickinson disse que "os membros da segunda câmara deveriam ser pessoas renomadas, distinguidas pela sua posição na vida e pelo seu número de propriedades, e ter um forte gosto em relação à Câmara dos Lordes".
A criação da nova estrutura do Congresso norte-americano foi um dos assuntos mais controversos durante esta convenção. O Plano de Virgínia, criado por James Madison, pedia por um Congresso Bicameral, onde os membros da câmara inferior seriam eleitos diretamente pela população do país, e os membros da câmara superior seriam eleitos pelos membros da câmara inferior. Este plano teve o suporte de oficiais dos estados norte-americanos mais populosos na época, como Virgínia, Massachusetts e a Pensilvânia, já que propunha representação no congresso baseado na população dos estados. Os Estados de menor população, porém, apoiavam o Plano de New Jersey, que pedia por um Congresso unicameral onde cada estado seria igualmente representado no Congresso. 
Eventualmente, os oficiais-representantes chegaram a um acordo, o Compromisso de Connecticut, também conhecido como "O Grande Compromisso", na qual o número de membros por estado em uma das Câmaras do Congresso (a Câmara dos Representantes) seria baseada na população dos dados Estados, enquanto que cada estado teria o mesmo número de membros na outra câmara (o Senado). A Constituição foi ratificada pelo número requisitado de estados (9 de 13) em 1788, e entrou em vigor em 4 de março de 1789. O Senado iniciou suas primeiras sessões legislativas em 6 de abril. Os Pais Fundadores queriam que o Senado fosse um órgão mais estável, deliberativo do que a Câmara dos Representantes. James Madison descreveu o objetivo do Senado como "uma cerca necessária contra instabilidade e paixão". Então, os senadores eram escolhidos diretamente pelo Poder Legislativo de cada estado.
Durante o início do século XIX, o Senado foi marcado pelo serviço de oradores e políticos renomados tais como Daniel Webster, John C. Calhoun, Henry Clay, Stephen A. Douglas e Thomas Hart Benton. Esta era, porém, também foi marcada por uma grande divisão interna, entre senadores do Norte industrializado, pró-abolicionismo, e entre senadores do Sul de carácter agro-pecuário, dependente do trabalho escravo. Durante a maior parte da primeira metade do século, houve-se um balanço político entre o Norte e o Sul, no Senado norte-americano, enquanto o balanço na Câmara dos Representantes caía para o lado dos nortistas, uma vez que as taxas de crescimento populacional do Norte era sensivelmente maior do que no Sul. Os senadores sulistas podiam frequentemente bloquear legislação aprovada na Câmara dos Representantes — órgão dominado pelo Norte norte-americano — pois o número de Estados escravistas e abolicionistas era igual no Senado.
Os crescentes atritos entre senadores pró-abolicionistas e os senadores pró-escravidão, bem como a crescente expansão dos Estados Unidos em direção ao oeste, que gradualmente passou a criar novos estados norte-americanos, a maioria povoada por colonos pró-abolicionismo, causou eventualmente à secessão de onze estados do sul norte-americano em 1861, que formaram os Estados Confederados da América, secessão que levou à Guerra Civil Americana, que culminou na derrota militar da Confederação e na abolição definitiva da escravidão nos Estados Unidos.
Os anos da Reconstrução que seguiram-se aos anos da Guerra Civil Americana foram marcados por grandes vitórias do Partido Republicano no governo norte-americano, primariamente nas eleições para membros da Câmara dos Representantes e para presidente. Isto porque este partido político foi associado pela maioria da população do norte industrializado dos Estados Unidos como um dos principais fatores para a vitória dos Estados Unidos sobre os Estados Confederados.
Os esforços dos Republicanos Radicais levou ao processo de impeachment do presidente norte-americano Andrew Johnson — um democrata — em 1868, realizada primariamente por causa de fatores políticos. Porém, este processo foi eventualmente arquivado, por causa do Senado. Esta precisava aprovar o impeachment de Johnson em uma votação, onde ao menos 66% dos votos a favor seriam necessários. Por um único voto, Johnson não foi obrigado a renunciar, e o processo de impeachment foi arquivado.
Após o término da Reconstrução, em 1877, um novo período de intenso desenvolvimento econômico teve início. Este período foi marcado por grandes divisões políticas no eleitorado norte-americano. Tanto os republicanos quanto os democratas obtiveram maiorias políticas no Senado diversas vezes, porém, nenhum conseguiu obter grandes maiorias. Na mesma época, o Senado entrou em uma era de irrelevância, em grande contraste em relação ao Senado da era pré-Guerra Civil Americana. Muito poucos senadores tiveram longas e renomadas carreiras no senado, com a grande maioria servindo por apenas um único termo. Casos de corrupção também eram comuns no Senado — nove casos de propina foram descobertos entre 1866 e 1906. A opinião pública, além disso, passou a ver o Senado como um órgão da elite socioeconômica norte-americana. Diversos grupos políticos e sociais passaram a pressionar o Congresso norte-americano em fazer com que os senadores do Senado norte-americano fossem eleitos diretamente pela população dos estados dos quais estes senadores representam, e não pelo Poder Legislativo destes dados estados. Este objetivo foi alcançado em 1913, com a ratificação da Décima Sétima Emenda da Constituição Americana. Esta emenda, como consequência, fez com que os senadores tornassem-se mais responsivos à opinião pública de seu estado.
Durante a década de 1910, uma estrutura de liderança no Senado desenvolveu-se, com Henry Cabot Lodge e John Worth Kern tornando-se líderes não-oficiais dos partidos Democrata e Republicano, respectivamente, no Senado. Os democratas escolheram seu primeiro líder oficial no Senado — Oscar Underwood — em 1925. Ainda no mesmo ano, os republicanos também escolheriam seu líder — Charles Curtiss. Inicialmente, os poderes dos líderes dos partidos políticos no Senado eram muito limitados, com os senadores — especialmente os presidentes de importantes comitês, ainda sendo mais poderosos. Porém, a influência e os poderes dos líderes de partido político no Senado gradualmente cresceu, especialmente durante o termo de ofício de líderes habilidosos tais como Lyndon B. Johnson.

## Membros e eleições

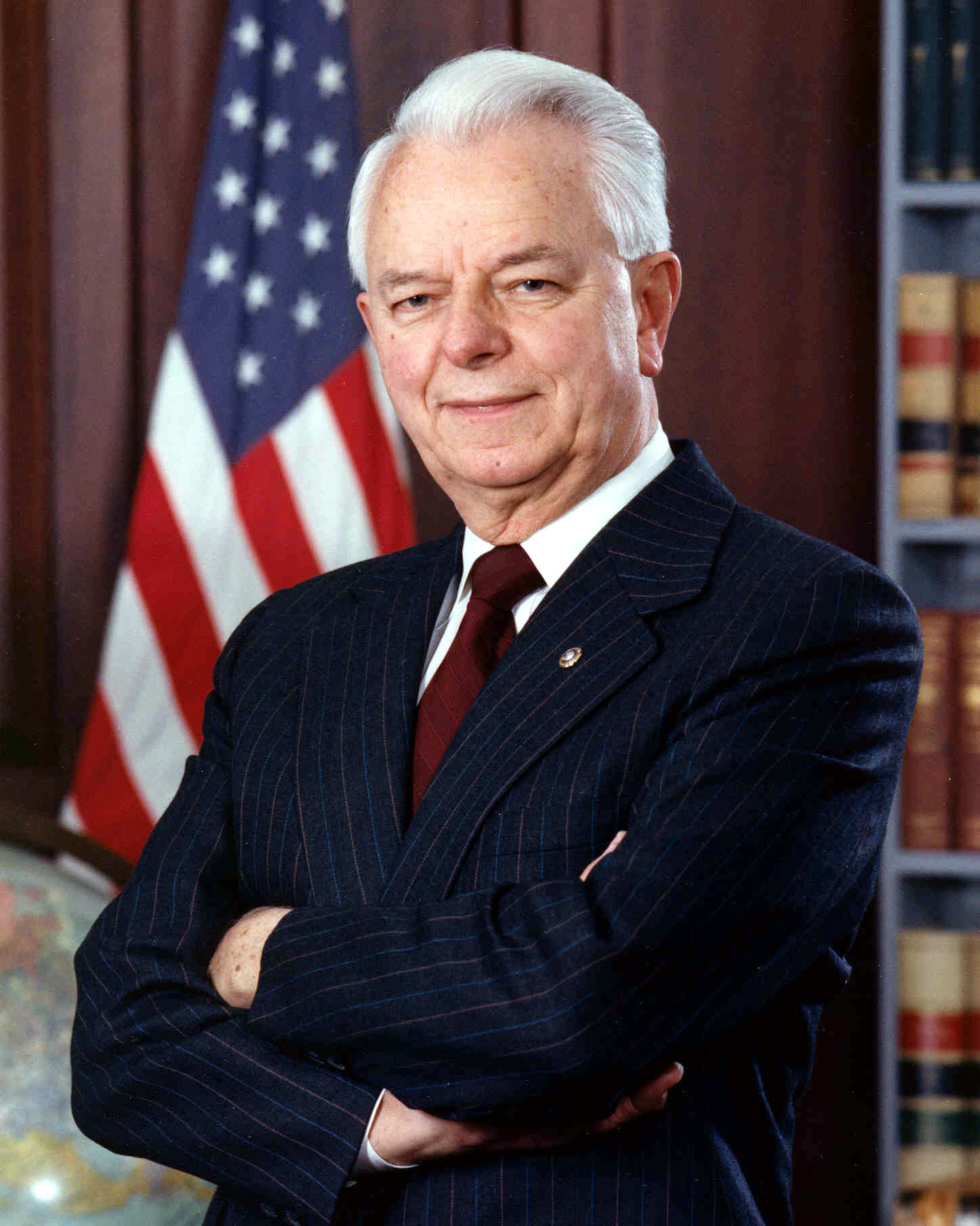
Robert C. Byrd, da Virgínia Ocidental, foi o senador que mais tempo permaneceu no Senado dos Estados Unidos: 51 anos

O Artigo I da Constituição norte-americana diz que cada estado pode eleger dois senadores. A Constituição norte-americana, além disso, diz que nenhuma emenda constitucional pode remover o direito de representação igualitária de um dado estado sem o consentimento deste. O Distrito de Columbia e os territórios não incorporados dos Estados Unidos não possuem direito a nenhuma representação no Senado norte-americano. Como existem atualmente 50 Estados, o total de senadores atuando no Senado norte-americano é cem. O senador de cada Estado com mais tempo de experiência no Senado é conhecido como senador sénior, e o senador com menos tempo de experiência, como senador júnior". Esta convenção, porém, não possui qualquer significado especial.
O termo de ofício dos senadores é de 6 anos. A cada dois anos são realizados eleições para o Senado norte-americano, cada uma destas eleições sendo para a escolha de aproximadamente um terço das posições no Senado. Em uma dada eleição, jamais são realizadas eleições para as duas posições para o Senado de um único dado estado norte-americano. As eleições para o Senado são realizadas todos os anos pares, na primeira terça-feira de novembro, coincidindo com as eleições para a Câmara dos Representantes. Cada senador é eleito pela população eleitoral de seus estados. Geralmente, os partidos Republicano e Democrata escolhem seus candidatos senadores meses antes desta eleição, em eleições primárias. Já as regras que delimitam a participação de candidatos a senador de outros partidos políticos e de candidatos sem afiliação política variam de estado para estado. Nas eleições para Senador, em quase todos os estados norte-americanos, o candidato com a pluralidade dos votos é considerado o vencedor da eleição neste dado estado — mesmo que não tenha uma maioria dos votos (51%). As duas exceções são os Estados de Louisiana e de Washington, onde caso nenhum candidato consiga uma maioria dos votos, uma segunda votação é realizada, onde os dois candidatos com mais votos participam.
Uma vez eleito, um senador continua a servir no Senado até o fim de seu termo de ofício, morte ou renúncia. Além disso, a Constituição norte-americana permite que o Senado expulse qualquer membro, através de uma votação onde são necessários ao menos dois terços de votos a favor da expulsão. Ao longo da história do Senado, 15 membros foram expulsos, sendo que 14 foram expulsos entre 1861 e 1862, por apoiarem a secessão dos Estados Confederados da América, que levou à Guerra Civil Americana. Desde então, nenhum senador foi expulso do senado. Porém, desde 1862, diversos processos de expulsão ocorreram. Em alguns casos, este processo foi arquivado, em outras, o senador, ao ver-se frente a procedimentos de expulsão, preferiu renunciar. O caso mais recente foi de Bob Packwood, que renunciou em 1995. O Senado, além disso, tem passado diversas resoluções que lhe permitem censurar um dado membro, através de uma simples maioria (51%) dos votos a favor da censura, em uma votação. Porém, a censura não remove um dado senador de seu ofício.
A décima sétima Emenda da Constituição norte-americana diz que que qualquer posição vaga no senado pode ser preenchida através do uso de eleições especiais. Uma eleição especial não precisa ser realizada imediatamente após uma dada posição esteja vaga. Ao invés disto, esta eleição especial é realizada, geralmente, no mesmo dia da próxima eleição nacional para Senador. Se esta eleição especial para o preenchimento de uma dada posição de um dado estado, por coincidência, ocorra juntamente com a eleição para a segunda posição de senador deste mesmo estado, então, estas eleições não são realizadas juntamente, mas sim, são realizadas separadamente. Um senador eleito em uma eleição especial continua em ofício até o fim do termo original de seis anos (isto é, somente preenche o tempo restante de ofício do antigo senador que deixara esta dada posição vaga), e não um a um termo próprio de seis anos.
Além disso, a Décima Sétima Emenda diz que o poder legislativo de qualquer estado norte-americano pode dar ao governador de seus estados o poder de preencher qualquer posição vaga, até que estas posições sejam preenchidas através do uso de uma eleição especial. Todos os estados norte-americanos, com exceção do Arizona, aprovaram leis autorizando o governador a escolherem um oficial, que atuará como senador na posição vaga, até que esta posição seja preenchida após a realização de uma eleição.
Os Senadores possuem direito ao uso do prefixo "O Honorável" em seus nomes. O salário anual de cada senador é de 162 100 dólares (dado de 2005). O Presidente pro tempore e os líderes dos partidos políticos no Senado recebem salários anuais maiores. Em geral, os senadores são vistos como figuras políticas mais importantes do que os membros da Câmara dos Representantes, uma vez que o número de senadores é menor, o termo de ofício é maior, geralmente representam mais habitantes por estado (exceto em Estados relativamente pouco habitados, como o Wyoming, que possuem apenas dois ou um representante), participam de mais comitês, e possuem direitos a mais trabalhadores. Este prestígio reflete-se na carreira política dos presidentes norte-americanos (ou de qualquer candidato à presidência). Muitos mais candidatos à presidência dos Estados Unidos foram senadores do que membros da Câmara dos Representantes.

## Qualificações
O Artigo I, Secção 3 da Constituição norte-americana exige três qualificações para os senadores: cada senador precisa ter ao menos trinta anos de idade, precisa ser um cidadão norte-americano (e ter sido cidadão norte-americano nos últimos nove anos), e, à época das eleições para o Senado, um habitante do estado do qual ele ou ela representará. As qualificações sobre idade e cidadania necessárias para um senador são mais rigorosas do que as necessárias para um membro da Câmara dos Representantes. James Madison justificou isto alegando que "as responsabilidade de um senador" pedem por "maior experiência e estabilidade de caráter".
Além disso, segundo a décima quarta Emeda da Constituição norte-americana, todo político do governo norte-americano ou de qualquer estado que toma o Juramento da Constituição (que é obrigatória para estes políticos) mas posteriormente participa de rebeliões ou auxilia inimigos dos Estados Unidos é automaticamente desqualificado de tornar-se um membro representante. Esta emenda entrou em vigor após o fim da Guerra Civil Americana, cujo objetivo era prevenir aqueles que auxiliaram os Estados Confederados da América, em servir em qualquer uma das câmaras do Congresso. Esta emenda, porém, permite que um dado membro desqualificado por traição sirva no Congresso, caso dois terços ou mais dos membros representantes em ambas as câmaras do Congresso votem a favor da remoção desta desqualificação.
Segundo a Constituição, o Senado possui o poder de julgar se um dado indivíduo é qualificado para atuar no Senado ou não. Durante os primeiros anos do Senado, porém, o Senado não dava muita atenção às qualificações de seus membros. Como resultado, três indivíduos que, segundo a Constituição, estariam desqualificados, por terem menos de 30 anos de idade, foram admitidos ao senado: Henry Clay, em 1806, foi admitido ao senado com 29 anos, e Armistead Mason e John Eaton foram admitidos com 28 anos de idade, em 1816 e 1818, respectivamente. Desde então, porém, casos deste gênero não ocorreram mais na história do Senado.

## Oficiais
O partido político que possui a maioria das cadeiras do Senado é conhecida como o partido majoritário / maioritário. Se dois ou mais partidos políticos possuem um mesmo número de cadeiras no Senado, a afiliação política do Vice-Presidente determina o partido político majoritário. O segundo maior partido político no Senado é conhecido como o partido minoritário. O Presidente pro tempore e outros empregados importantes do Senado são geralmente membros do partido da maioria.
A Constituição diz que o vice-presidente dos Estados Unidos atua também como o presidente do Senado, e que possui direito a voto. Por convenção, o vice-presidente muito raramente administra e preside debates no Senado, atendendo e presidindo apenas em importantes ocasiões, tais como a inauguração de novos senadores, ou quando seu voto pode ser crucial em uma votação acirrada. A Constituição também autoriza o Senado a eleger um presidente pro tempore (do latim: "presidente temporário") para presidir as sessões do Senado, na ausência do Senador. Geralmente, o senador mais experiente do partido da maioria é escolhido para atuar nesta posição. Tal como o Vice-presidente, o Presidente pro tempore também raramente preside sessões do Senado. Ao invés disso, ele ou ela tipicamente dá esta responsabilidade para senadores novatos do partido da maioria, para que estes possam se acostumar com as regras e procedimentos do Senado.
O oficial que está a presidir uma dada sessão senta em uma cadeira à frente da câmara do Senado. Os poderes do oficial presidente são extremamente limitados; ele ou ela atua primariamente atos secundários, tais como o anúncio de resultados de votações. A principal responsabilidade do oficial presidente é controlar debates, chamando e autorizando senadores para discutir — as regras do Senado, porém, diz que o oficial presidente deve quando possível dar permissão para discutir para o primeiro senador a levantar-se. O oficial presidente pode tomar decisões, sob a alegação que uma regra do Senado foi rompida, mas a decisão do oficial presidente está sujeita à votação de todo os senadores do Senado. Por isto, os poderes do oficial presidente do Senado norte-americano são sensivelmente menores do que aqueles do Presidente da Câmara dos Representantes.
Cada partido político escolhe um senador para atuar como um líder, que atuará como o principal discursador do partido durante uma dada sessão. O Líder Majoritário é responsável por controlar a agenda do Senado, por exemplo, agendando debates e votações. Cada partido, além disso, escolhe um whip, para ajudar o líder. A responsabilidade do whip é garantir que os senadores de seu partido estão votando como a liderança do partido queira.
O Senado é também servido por diversos oficiais que não são membros, tais como o principal oficial administrativo do Senado, o Secretário do Senado, que administra recordações públicas e salários. O Secretário é auxiliado em seu trabalho por um Assistente. Outro oficial é o Serjeant-at-Arms, o chefe do policiamento do Congresso norte-americano.

## Procedimentos

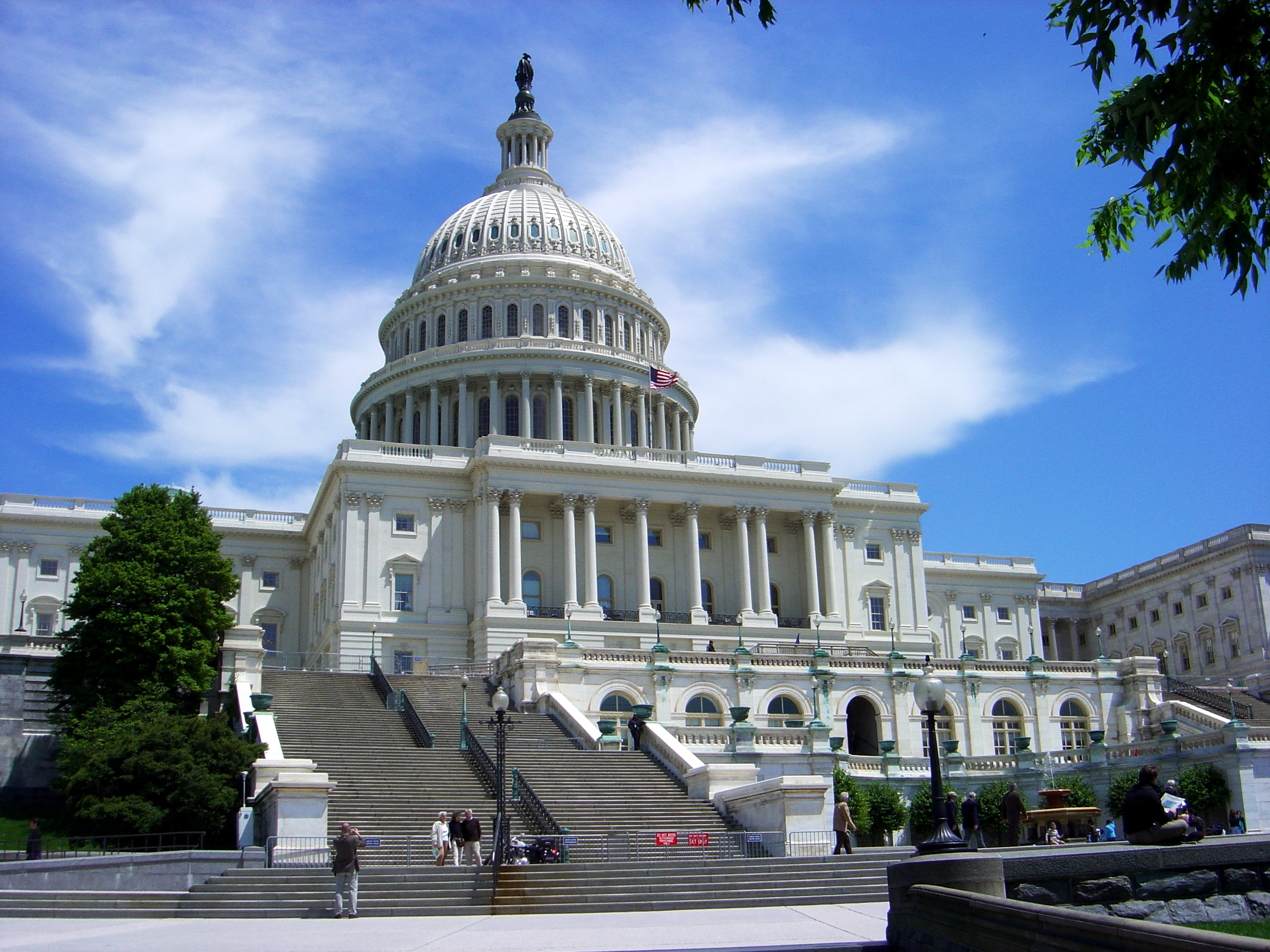
As sessões legislativas do Senado são realizadas no Capitólio em Washington, DC.

Como a Câmara dos Representantes, as sessões legislativas do Senado são realizadas no Capitólio dos Estados Unidos, em Washington, DC. Ao final da câmara do Senado está localizada uma plataforma central, dividida em duas secções, superior e inferior. O presidente do Senado, pro tempore, preside no Senado na plataforma superior. A plataforma inferior do rostro é usado pelos Clerks e outros oficiais, não-senadores. Cem mesas estão organizadas no Senado em um padrão semicircular. Estas mesas estão divididas por um largo corredor central. Por tradição, democratas sentam-se à direita do corredor central, enquanto os republicanos sentam-se à esquerda do corredor central, quando este corredor é observador da cadeira do oficial presidente. Cada senador escolhe sua própria mesa, com base no tempo de experiência dentro de seu partido político. Por costume, o líder de cada partido político senta-se em uma mesa localizada na fileira mais próxima da plataforma central. As sessões legislativas do Senado geralmente estão abertas ao público em geral, e estas sessões são transmitida ao vivo pela estação de televisão Cable-Satellite Public Affairs Network.
O procedimento no Senado depende não somente das regras mas também segundo uma variedade de costumes, precedentes e tradições. Por vezes, o Senado pode ignorar certas regras (como, por exemplo, limites em tempos de debates) através da aprovação unânime de todos os membros do Senado. Qualquer senador pode bloquear um acordo unânime, mas em prática, objeções são raras, uma vez que tais acordos são negociados entre os líderes dos partidos políticos no Senado. Uma das principais tarefas do oficial presidente é fazer com que as regras do Senado sejam obedecidas, e o oficial presidente tem o poder de advertir senadores que violam estas regras. O oficial utiliza-se de um martelo judicial para manter a ordem.
Segundo a Constituição, uma simples maioria (51%) de senadores presentes constitui o quorum necessário para realizar sessões legislativas no Senado. Segundo as regras e costumes do Senado, sempre assume-se que o quorum esteja presente, a não ser que um quorum call (pedido realizado por um dado senador para verificação dos números de senadores presentes) demonstre explicitamente o contrário. Qualquer senador possui o direito de pedir por um quorum call, "sugerindo a ausência de um quórum". Um Clerk então realiza uma chamada na câmara, para descobrir quais e quantos os senadores presentes no Senado. Em prática, os senadores quase sempre pedem por uma quorum call não para estabelecer a presença de um quorum, mas para temporariamente adiar certos procedimentos. Estes adiamentos possuem várias utilidades. Muitas vezes, permitem aos líderes de partidos políticos negociar acordos. Uma vez que o quorum call tenha terminado, qualquer senador pode pedir por consentimento unânime, para reincidir o quorum call.
Durante debates, um senador pode discursar apenas se chamado ou autorizado pelo oficial presidente. O oficial presidente pode determinar quais os membros representativos que discursarão em uma dada sessão legislativa, e assim, possui o poder de controlar o curso da sessão. Todos os discursos dos senadores precisam ser dirigidos em direção ao oficial presidente, através do uso das palavras Mr. President ("Sr. Presidente") ou Madam Presidente (Sra. Presidente), caso o oficial presidente seja uma pessoa do sexo feminino. Apenas os oficiais presidentes podem ser endereçados diretamente; quando discursando sobre qualquer outro senador ou oficial no Senado, os discursantes precisam fazer uso da terceira pessoa. Na maioria dos casos, os membros representativos não referem-se entre si pelo nome, mas pelo estado, usando formatos como "o senior senator do Nevada" ou "a junior senator da Virgínia". Existem poucas restrições quanto ao conteúdo dos discursos, e os discursos não precisam estar relacionados com o tema debatido em uma dada sessão legislativa no Senado.
As regras do Senado exigem que nenhum senador possa fazer mais do que dois discursos em uma mesma sessão legislativa. O tempo destes discursos não é limitado por regras, na maioria dos casos, os senadores podem discursar o quanto queiram. Várias vezes, porém, o Senado adota consentimento unânime impondo limites de tempo em discursos. Em outros casos, como por exemplo, durante a aprovação de um dado orçamento, limites de tempo são impostos por estatuto. Em geral, porém, o direito ao tempo ilimitado de debate é preservado.
O filibusterismo é uma tática usada para derrotar leis e outras moções. Esta tática envolve o prolongamento indefinitivo de um dado debate em uma dada sessão legislativa. Um senador que faz uso desta tática pode fazer longos discursos, moções que somente prolongam o tempo gasto em uma dada sessão legislativa, e através da proposta de uma série extensiva de emendas. O mais longo discurso foi realizado por Strom Thurmond, que discursou por longas 24 horas em uma tentativa mal sucedida de bloquear a passagem do Ato Civil Americano de 1957. O senado pode terminar filibusterismo através de uma votação no Senado, onde 60% dos votos a favor do término do suposto filibusterismo é necessário. Porém, caso esta moção envolva a mudança de alguma regra do Senado, um mínimo de 67% dos votos a favor é necessário. Este tipo de moção raramente é realizada, particularmente porque suporte de todos os partidos políticos presentes é geralmente necessária para obter esta maioria. Se o Senado não realiza tal moção, a sessão legislativa não termina imediatamente, ao invés disso, 30 horas adicionais é dado para a realização desta sessão legislativa. Tempo extra pode ser adicionado caso 61% dos senadores assim deseje.
Quando uma sessão legislativa possui fim, o Senado então vota a favor ou contra a introdução desta dada lei, emenda ou qualquer outra proposta (como uma alteração nos limites políticos entre dois dados estados, por exemplo) que foi debatida nesta dada sessão legislativa. Em muitos casos, a votação é realizada oralmente. O oficial presidente pergunta, e os senadores respondem ou "Aye" (a favor da moção) ou "No" (contra a moção). O oficial presidente então anuncia o resultado da votação oral. Qualquer membro representante, porém, possui o direito de desafiar a decisão tomada pelo oficial presidente, e pedir por uma nova votação oral ou por uma votação recordada. Em prática, porém, os membros representantes geralmente optam por uma votação recordada, por cortesia. Votações recordadas são automaticamente realizadas em alguns casos, como votações sobre orçamento anual. Este pedido pode ser feito somente se um quinto dos senadores estão presentes nesta dada sessão legislativa.
Quando uma votação recordada é realizada, o Clerk chama senador por senador, em ordem alfabética. Cada senador presente então diz seu voto (a favor, contra ou abstenção). Senadores que perdem esta chamada ainda podem votar desde que esta votação continue aberta. A votação é fechada a ordem do oficial presidente, mas precisa continuar aberta por no mínimo 15 minutos após a chamada do último senador. Se uma dada votação termina empatada, o Vice-Presidente então possui direito a um voto de Minerva. Se o Vice-Presidente não está presente, porém, a moção não é aprovada.

## Comitês

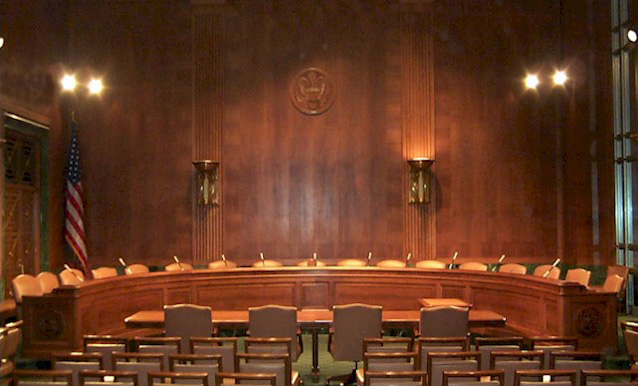
Quarto do Comitê Judiciário do Senado

O Senado faz uso de comitês (bem como de seus respectivos subcomitês) para uma variedade de razões, incluindo a revisão do Poder Executivo. Os membros destes comitês são sempre senadores (e em alguns casos, incluem também membros representantes da Câmara dos Representantes). A escolha dos membros de um dado comitê é tomada por todos os senadores do Senado, em uma votação. Na prática, porém, a escolha dos membros é tomada pelos partidos políticos presentes no Senado norte-americano. Geralmente, os partidos políticos dão preferência à experiência política de um dado senador. Cada partido político possui direito a um certo número de assentos que varia de acordo com o número de membros no Senado.
A maior parte dos trabalhos realizados pelos comitês é realizados por dezesseis comitês fixos, cada um dos quais possui responsabilidade sobre um campo específico como finanças ou relações internacionais. Cada um destes comitês considera e realiza emendas em leis que sejam de sua respectiva responsabilidade (Por exemplo, o Comitê Judiciário do Senado considera candidatos para eleições de juízes, e o Comitê das Relações Exteriores do Senado considera candidatos para posições no Departamento de Estado dos Estados Unidos). Os comitês possuem poderes extensivos em relação às leis, podendo bloquear leis e emendas antes que estas sejam analisadas, debatidas e votadas pelo Senado. Os comitês fixos também planejam os departamentos e as agências do Poder Executivo. Para realizar suas tarefas, comitês fixos possuem o poder de realizar audições e de entrevistar testemunhas e coletar evidência.
O Senado também possui vários comitês que não são considerados comitês fixos. Tais comitês são geralmente conhecidos como comitês especiais ou como comitês selecionados, e não são permanentes, sendo criados para alcançarem um dado objetivo. Exemplos incluem o Comitê Selecionado de Ética e o Comitê Especial do Envelhecimento. Algum trabalho legislativo é dado para estes comitês, embora a maior parte do trabalho legislativo é realizado por comitês fixos. Comitês podem ser estabelecidos em uma base ad hoc para trabalhar em objetivos específicos. Por exemplo o Comitê Watergate do Senado foi um comitê especial criado para investigar o Escândalo do Watergate. Estes comitês temporários deixam de existir quando alcançam seus objetivos.
Além disso, existem os comitês conjuntos, que incluem membros tanto do Senado quanto da Câmara dos Representantes. Alguns destes comitês conjuntos vistoriam órgãos governamentais independentes (por exemplo, o Comitê Fixo da Biblioteca do Congresso vistoria a Biblioteca do Congresso. Outros comitês conjuntos servem para realizar estudos. Comitês conjuntos não possuem o poder de propor ou de aprovar leis ou emendas. Por isto, o poder dos comitês conjuntos é consideravelmente menor do que os poderes dos comitês fixos.
Anteriormente, os presidentes dos comitês eram escolhidos puramente pela sua experiência política e idade. Como resultado, diversos senadores de maior idade continuaram a servir como presidentes de comitês, mesmo enfrentando problemas de saúde ou até mesmo problemas mentais. As regras mudaram em 1975, e atualmente, a presidência de um dado comitê é escolhida através de eleições. Na prática, porém, experiência continua sendo um fator-chave. Os poderes dos presidentes dos comitês continuam a ser extensivos. Ele ou ela controla a agenda do comitê, e pode impedir que seu comitê aprove uma dada lei ou emenda. Atuais presidentes de comitês geralmente não fazem muito uso de seus poderes.

## Funções legislativas
A maioria das leis podem ser propostas tanto na Câmara dos Representantes quanto no Senado. Porém, a Constituição diz que "qualquer lei que possui como objetivo aumentar a arrecadação de fundos aos cofres públicos dos Estados Unidos podem ser introduzidas apenas na Câmara dos Representantes" Como resultado, o Senado não possui poderes para criar leis impondo impostos. Além disso, a Câmara dos Representantes considera-se também a única câmara do Congresso que possui o direito de criar leis autorizando o gasto de fundos federais. Historicamente, o Senado norte-americano tem disputado com o Câmara dos Representantes esta interpretação da Constituição. Porém, sempre que o senado propõe uma lei autorizando o gasto de fundos federais em uma dada área, a Câmara dos Representantes simplesmente recusa-se a debater esta dada lei — reprovando-na de fato. Esta atitude da Câmara dos Representantes é baseada no Parlamento do Reino Unido, onde apenas a Câmara dos Comuns possui o direito de criar tais leis.
Embora não possa introduzindo leis envolvendo a criação de impostos, o Senado possui o poder de emendar ou rejeitar estas leis. A aprovação de ambas as câmaras do Congresso é necessária para a aprovação de qualquer lei. Ambas as câmaras precisam aprovar exatamente a mesma versão da lei; se diferenças existem, elas podem ser resolvidas através de um Comitê de Conferência, que inclui membros de ambas a Câmara dos Representantes e o Senado.

## Poderes
A Constituição diz que o presidente dos Estados Unidos pode realizar certos encontros políticos e acordos apenas com o "conselho e consentimento" do Senado. Estes encontros políticos incluem encontros com membros do Gabinete, os líderes de agências governamentais dos Estados Unidos, juízes da Suprema Corte dos Estados Unidos e outros juízes federais e embaixadores. Porém, o Congresso pode aprovar legislação autorizando o encontro do presidente com oficiais de menor importância sem o consentimento do Senado. Por isto, os oficiais com que o presidente norte-americano deseja encontrar-se precisam ser aprovadas pelo Senado. Estes oficiais precisam testemunhar juntamente a um comitê do Senado. Estes comitês podem bloquear estes oficiais em encontrar-se com o presidente, mas raramente fazem isto. Após aprovação destes comitês, estes oficiais precisam ser aprovados pelo senado inteiro. Na maioria dos casos, estes oficiais são aprovados, e objeções de oficiais do Gabinete são especialmente raras. Em todo caso, houve apenas nove oficiais rejeitados pelo Senado ao longo da história dos Estados Unidos.
Os poderes do Senado com respeito à estes oficiais, porém, possui algumas limitações. Por exemplo, a Constituição norte-americana diz que o presidente pode realizar um encontro durante um Recesso Congressional, sem o conselho e consentimento do Senado. presidentes norte-americanos fizeram extensivo uso dos Recessos Congressionais para poderem realizar estes encontros sem o consentimento do Senado. Além disso, uma decisão da Suprema Corte norte-americana, no processo judicial Myers v. United States, diz que embora que o conselho e consentimento do Senado é obrigatório para o encontro do presidente com oficiais do Poder Executivo, que este conselho e consentimento não é necessário quando o Presidente deseje remover um dado oficial do Poder Executivo.
O Senado também desempenha um papel no processo de ratificação de tratados. A constituição norte-americana diz que o presidente pode ratificar um tratado somente quando um mínimo de dois terços dos membros do Senado decidam dar o conselho e consentimento ao Presidente. Porém, nem todo o acordo internacional é considerado um tratado, e assim sendo, não requer a aprovação do Senado. O Congresso tem passado leis que autorizam o presidente a concluir acordos executivos sem o conselho e consentimento do Senado. Além disso, o presidente pode realizar Acordos Congressionais-Executivos através da aprovação de uma simples maioria de ambas as câmaras do Congresso, ao invés de uma maioria de 67% no Senado. Nem os Acordos Executivos nem os Acordos Congressionais-Executivos são mencionados na Constituição, levando a alguns a sugerirem que elas circunavegam inconstitucionalmente o processo de ratificação de tratados. Porém, a validade destes tais Acordos têm sido apoiada pela Suprema Corte dos Estados Unidos.

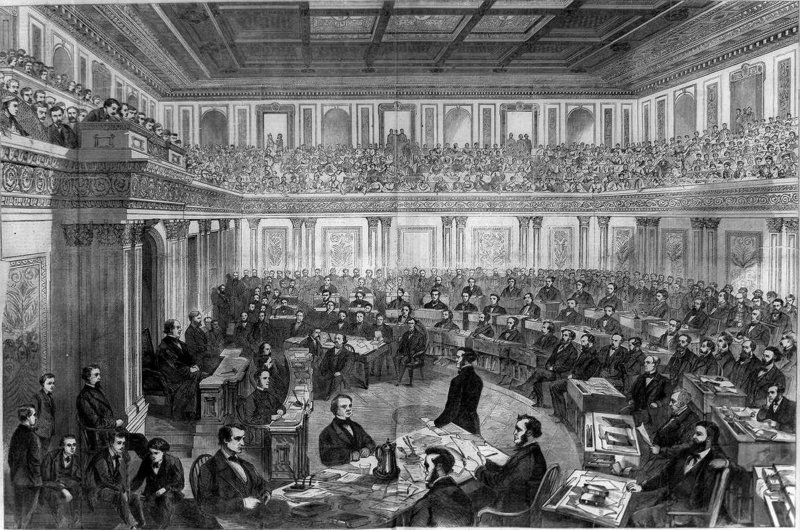
O processo de impeachment do presidente Andrew Johnson, em 1868, no Senado

A Constituição dá à Câmara dos Representantes o poder de iniciar o processo de impeachment de qualquer oficial federal, incluído o próprio presidente, por "traição, corrupção, ou outros crimes e desvios de conduta". Então, estes oficiais são julgados no Senado. Se o oficial a ser removido do ofício através de um processo de impeachment é o próprio Presidente dos Estados Unidos, então o Chefe de Justiça dos Estados Unidos precisa presidir sobre tal processo. Durante um processo de impeachment, os senadores precisam, segundo a Constituição, a tomarem um juramento.
Após o julgamento no Senado, ambas as câmaras do Congresso votam contra ou a favor do impeachment. É necessário a aprovação de 51% dos membros representantes e a aprovação de 67% dos senadores para que este processo de impeachment seja bem-sucedido. Quando o processo é aprovado em ambas as câmaras, o oficial em questão é automaticamente removido de seu ofício, Além disso, o Senado possui o poder de banir de modo temporário ou permanente este dado oficial de voltar a trabalhar neste dado cargo ou mesmo no governo em geral. Após o término de um processo de impeachment, nenhuma penalização pode ser adicionada contra o oficial removido do ofício, embora este ainda possa ser julgado judicialmente por possíveis crimes que tenha cometido.
Ao longo da história dos Estados Unidos, a Câmara dos Representantes realizou o impeachment de 16 oficiais, dos quais sete foram removidos do ofício — e um oitavo renunciou antes que o Senado pudesse finalizar o processo de impeachment. A Câmara dos Representantes aprovou o processo de três presidentes — Andrew Johnson em 1868, Bill Clinton em 1999 e Donald Trump em 2020. Em todos os casos, o senado reprovou o processo de impeachment (no caso de Andrew Johnson, por apenas um voto).
Segundo a décima-segunda emenda da Constituição, o Senado possui o poder de eleger o vice-presidente caso nenhum candidato a Vice-Presidente tenha recebido uma maioria de votos no Colégio Eleitoral dos Estados Unidos. A décima segunda emenda dá a senadores o poder de escolher o vice-presidente, dentre os dois candidatos com os maiores números de votos eleitorais. A Constituição diz que os votos devem ser tomados por estado, e que cada estado possui direito a um único voto. Eleições que terminam com a ausência de uma maioridade de votos são extremamente raros — o Senado teve que escolher o vice-presidente apenas uma vez, em 1837, quanto o Senado elegeu Richard Mentor Johnson como Vice-Presidente. O poder de eleger o Presidente no caso de uma ausência de maioridade na eleição para Presidente é da Câmara dos Representantes.

## Composição atual

A representação, por estado, no senado federal:
Em azul escuro, estados com dois senadores Democratas. Em vermelho, estados com dois senadores Republicanos. E roxo, estados com um republicano e um democrata. Estados listrados com azul escuro e azul claro têm um senador democrata e um senador independente. Estados com azul claro e vermelho listrado têm um senador republicano e um senador independente